# Федеральна торгова комісія
Федеральна торгова комісія (англ. Federal Trade Commission) — це незалежна установа уряду США, яка була заснована в 1914 році на підставі Закону про Федеральну торгову комісію. Її головна місія полягає у сприянні захисту прав споживачів та усуненню та запобіганню антиконкурентних ділових практик, таких як примусова монополія. Штаб-квартира компанії знаходиться у Федеральній будівлі торговельної комісії у Вашингтоні, округ Колумбія.
Федеральний закон про торговельну комісію був одним з основних актів Президента Вудро Вільсона проти трестів. Трести та монополії були важливими політичними проблемами під час ери прогресивізму в США. З моменту свого створення ФТК виконувала положення акту Клейтона, ключового антимонопольного статуту, а також інших положень законодавчих актів США. Згодом ФТК був делегований виконанням додаткових статутів регулювання бізнесу і оприлюднив ряд нормативних актів.